# Civate
Civate là một đô thị trong tỉnh Lecco, trong vùng Lombardia của Ý, cự ly khoảng 45 km về phía đông bắc của Milan và khoảng 4 km về phía tây nam của Lecco. Tại thời điểm ngày 31 tháng 12 năm 2004, đô thị này có dân số 3.898 người và diện tích là 9,1 km². Lago di Annone is located on its borders.
Civate giáp các đô thị: Annone di Brianza, Canzo, Cesana Brianza, Galbiate, Suello, Valmadrera.